# 以馬忤斯修道院

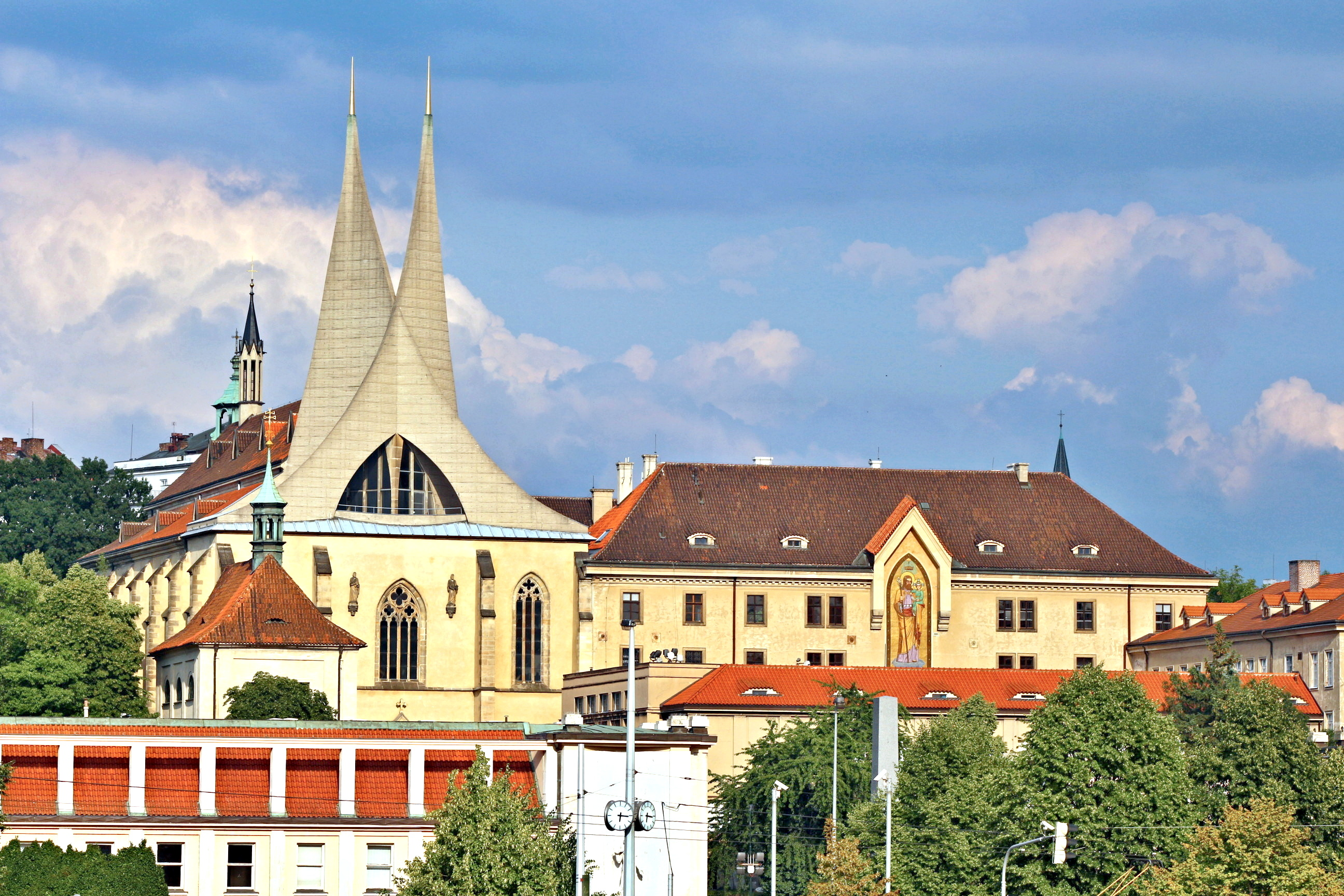
以馬忤斯修道院

以馬忤斯修道院（捷克語：Emauzy）是位於捷克首都布拉格的一座修道院，成立於1347年。以馬忤斯修道院是斯拉夫世界唯一一座本篤會修道院。二戰期間修道院曾遭到轟炸。1990年捷克民主化之後修道院得以恢復。
50°04′20″N 14°25′03″E / 50.07222°N 14.41750°E